# Fürer von Haimendorf

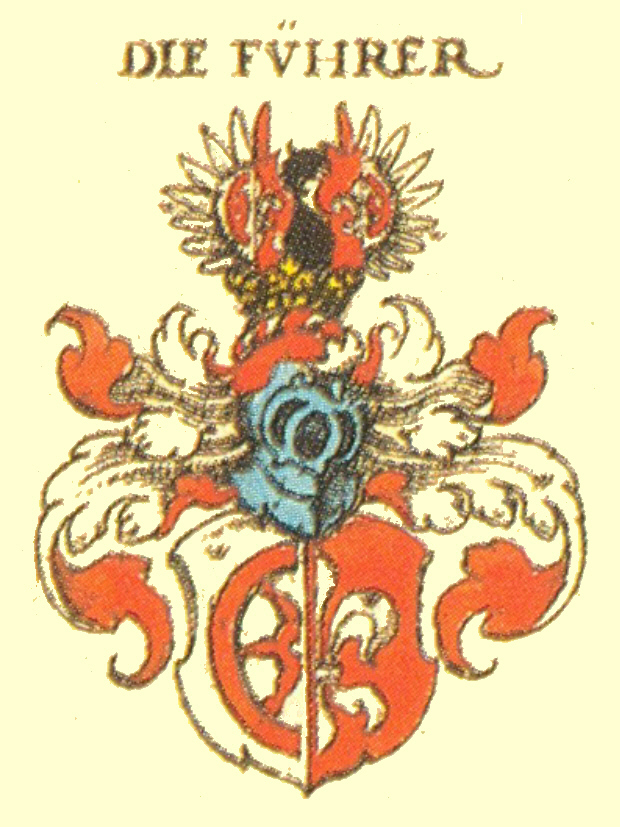
Das Wappen der Fürer

Die Fürer von Haimendorf sind eine der ältesten Patrizierfamilien der Reichsstadt Nürnberg – erstmals urkundlich erwähnt im Jahr 1295. Die Fürer waren, mit kurzen Unterbrechungen, ab 1501, bis zum Ende der reichsstädtischen Zeit im Jahre 1806, im „Inneren Rat“ vertreten und gehörten nach dem „Tanzstatut“ zu den „erst zugelassenen“ ratsfähigen Geschlechtern und damit zum Nürnberger Patriziat.
Familiensitz ist bis heute das 1476 aus Tucherschem Besitz geerbte Schloss Haimendorf (im Zweiten Markgrafenkrieg zerstört, später auf den alten Grundmauern neu errichtet).

## Geschichte
Ursprünglich wohl aus dem Elsass stammend, ließ sich die Familie Fürer im 13. Jahrhundert in der Reichsstadt Nürnberg nieder. 1295 verpfändete König Adolf von Nassau das Amt Heroldsberg an Konrad Fürer.
Zu Wohlstand gelangten die Fürer durch Handel mit Frankreich und Polen, aber auch Forstwirtschaft und Bergbau waren lukrative Betätigungsfelder. Um 1500 stiegen sie zu den führenden Nürnberger Montanunternehmern auf. Ihr Interesse lag – wie das der Coburger Kaufmannsfamilie Buchner (Bucher) – besonders im Mansfelder und Thüringischen Kupferbergbau und dem Saigerhandel. Siegmund (II.) Fürer (1436–1501) beteiligte sich deshalb 1491 an der von Moritz (I.) Buchner (1451–1518) geleiteten Saigerhütte Gräfenthal, an dem die Familie bis 1554 beteiligt war. Siegmunds Sohn, der Großkaufmann und Ratsherr Christoph Fürer (1479–1537), gründete 1534 ein Saigerhandelskartell auf dem Nürnberger Markt. Daneben betätigten sich die Fürer im Kreditgeschäft und handelten mit Eibenholz zur Waffenproduktion. Ende des 15. Jahrhunderts erfolgte die Berufung in den Inneren Rat  der Freien Reichsstadt – von nun an bestimmte man die politischen Geschicke Nürnbergs mit.
1476 kam durch die Heirat des Sigmund Fürer mit Anna Tucher das Schloss Haimendorf an die Familie, das seither bis heute ihr Stammsitz ist. 1599 wurde der Familie der Adelstitel zuerkannt. Drei Linien bildeten sich heraus, benannt nach den jeweiligen Herrensitzen: „Haimendorf“, „Himmelgarten“ (1568–1844) und „Steinbühl“ (1630–1677). Lediglich die Haimendorfer Hauptlinie  existiert heute noch. Sie teilte sich in einen älteren, katholischen (Christoph'schen) Zweig in Böhmen und einen jüngeren, evangelischen (Carl-Gottlieb'schen) in Nürnberg.
Beide wurden am 4. März 1813 in die königlich bayerische Adelsmatrikel eingetragen. Aus dem böhmischen Zweig war Karl Fürer von Haimendorf und Wolkersdorf von 1814 bis 1839 auf dem Gut Hojeschin bei Setsch besitzlich. Nachkommen der beiden Zweige leben in Haimendorf und München sowie in Wien, in der Nähe von Linz und in London.
Eng verbunden war die Familie Fürer von Haimendorf über Jahrhunderte hinweg mit dem Kloster Gnadenberg und stellte mit Elisabeth Fürer auch eine Äbtissin.

## Besitzungen (Auszug)

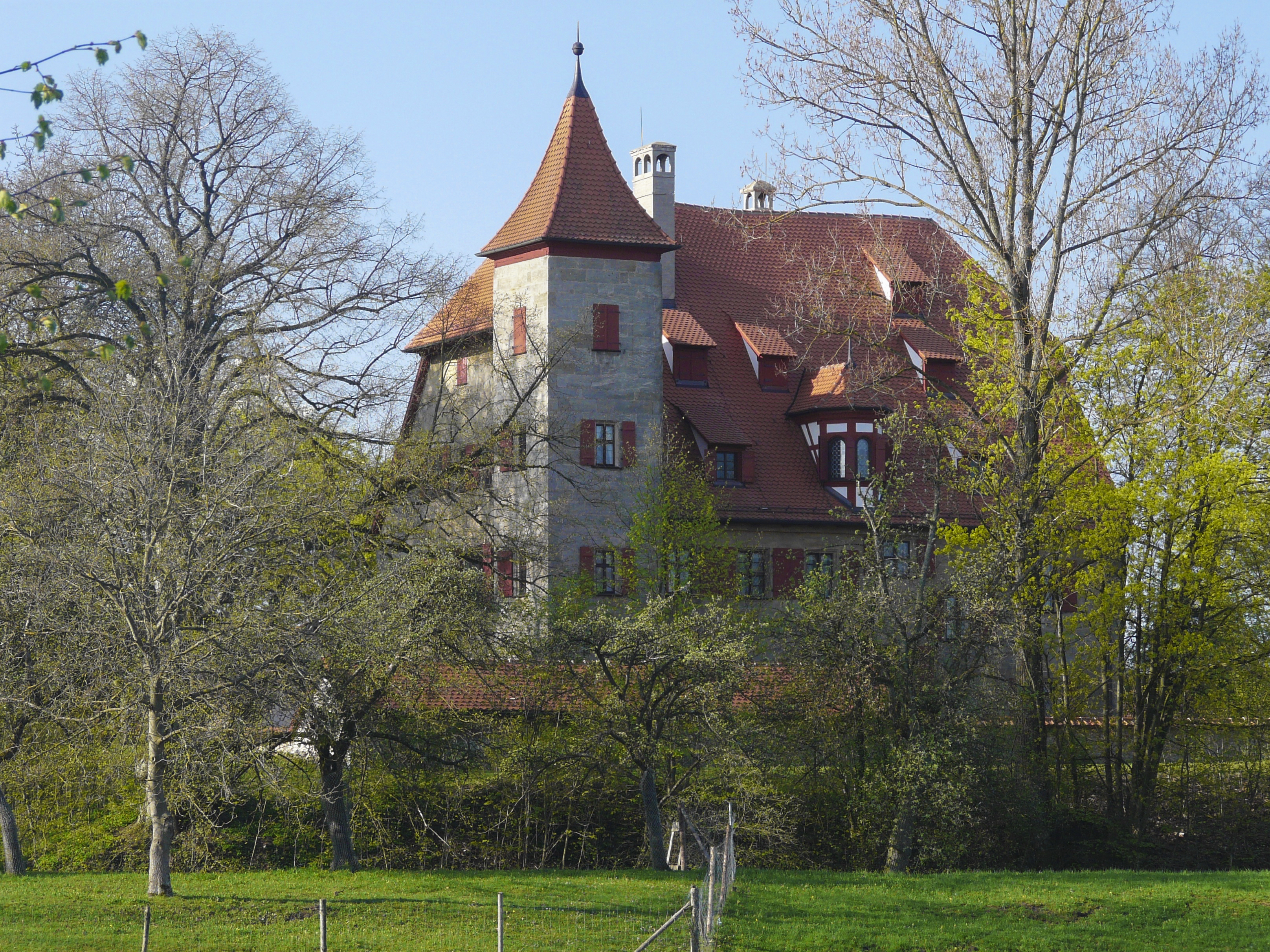
Schloss Haimendorf

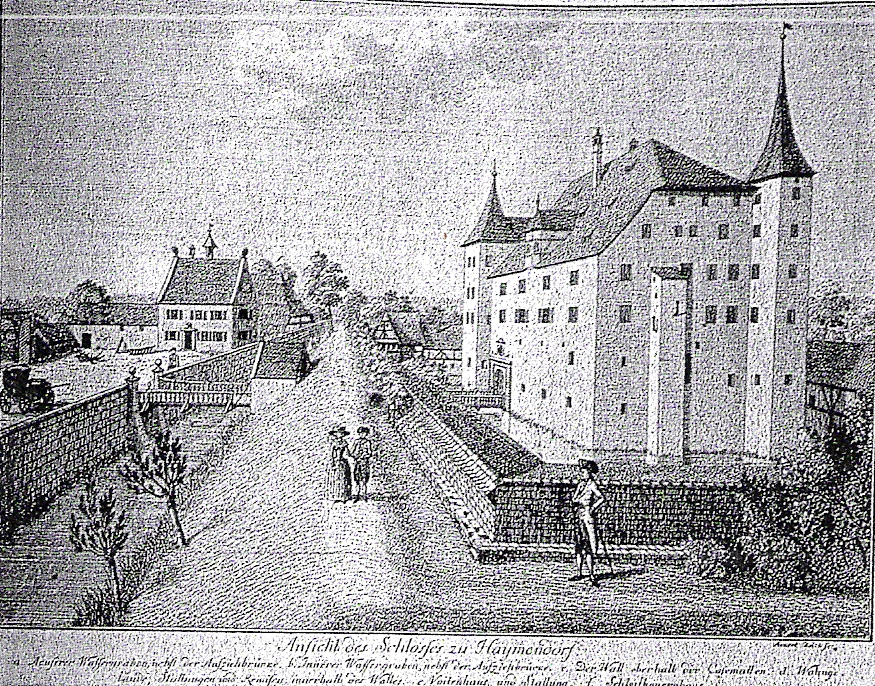
Schloss Haimendorf um 1790

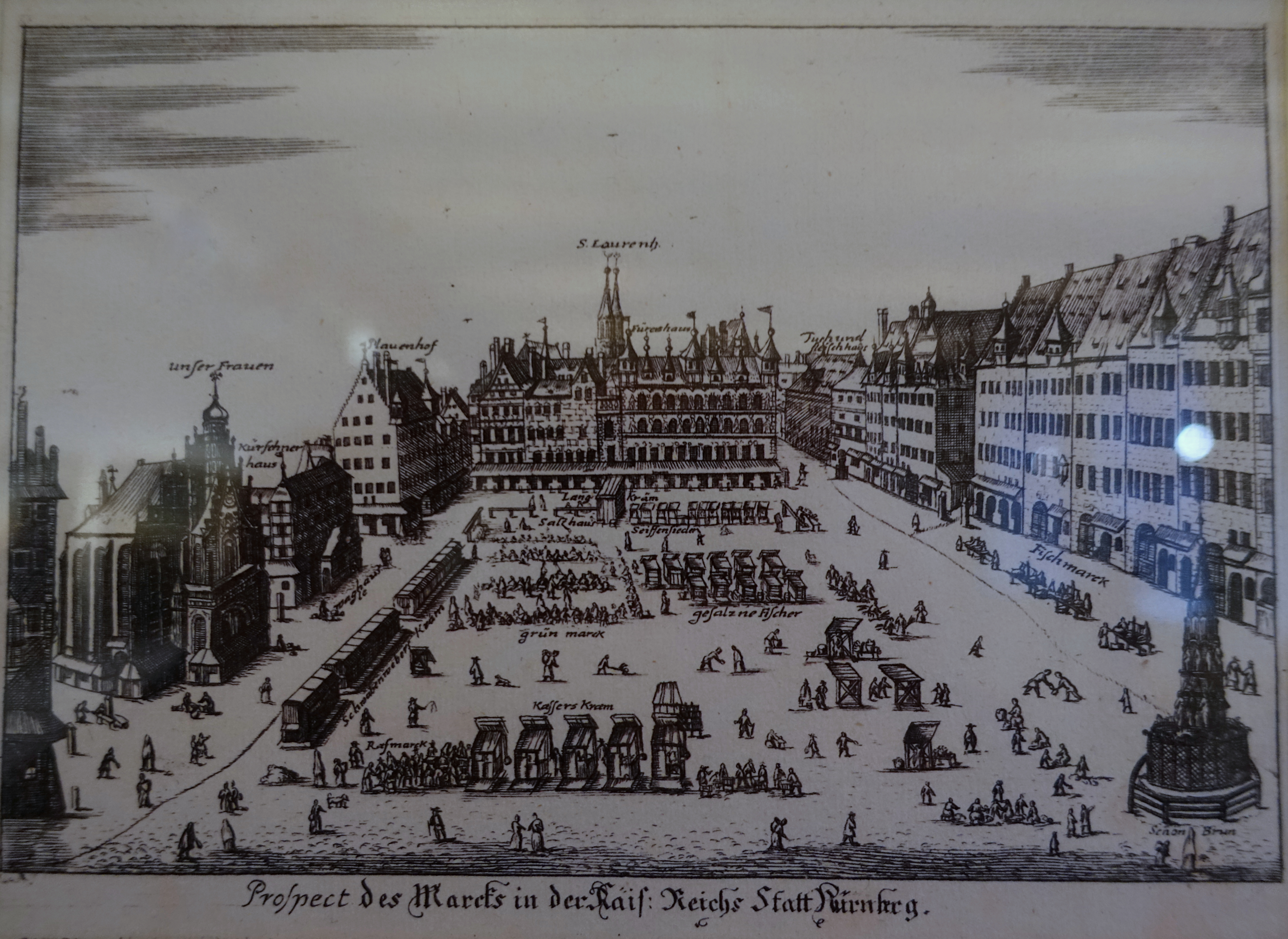
Fürerhaus am Hauptmarkt (Nürnberg), Mitte-rechts

Bis heute befinden sich im Besitz der Familie:
- das Fürerschloss Haimendorf
- die Mauritius-Kapelle auf dem Moritzberg
- das Jagdschloss „Brunnenhof“ in Rockenbrunn

## Ehemalige Besitzungen (Auszug)
Der Nürnberger Stadtsitz der Fürer war ab 1445 der „Fürershof“ am Maxtor (heute Areal des Altbaus des Johannes-Scharrer-Gymnasium (Nürnberg)). Zeitweilig besaßen sie auch das große Haus Nr. 505–508 am Hauptmarkt.
Weiterhin besaßen sie:
- 1295–1299 die Ortschaft Heroldsberg (später Sitz der Geuder)
- ????–1523 die Ortschaft und der Herrensitz Heuchling bei Lauf an der Pegnitz
- 1522–1523 das Zeltnerschloss in Gleißhammer
- 1539–1584 das Schloss Kugelhammer in Röthenbach bei Sankt Wolfgang
- 1558–1847 die Ortschaft und den Herrensitz Renzenhof
- 1568–1844 das Schlossgut Himmelgarten
- 1580–1840 den Herrensitz Scheerau (Leinburg)
- 1630–1677 den Herrensitz Steinbühl – Wiesenstraße 19 (Eigenrecht – eine Art Hypothek – bis ins 19. Jh., 1945 zerstört)
- 1630–1843 das Schloss und Grundbesitz in Wolkersdorf bei Schwabach
- 1631–1642 das Schloss Malmsbach
- 1663–???? die Ortschaft Sandreuth
- 1730–1833 das Weiherhaus in Röthenbach bei Schweinau (Faberpark)
- 1732–17?? den Hirschvogelsaal (auch: Hirsvogelsaal) mit Anwesen[4]
- 1770–1777 den Bremensitz in Mögeldorf

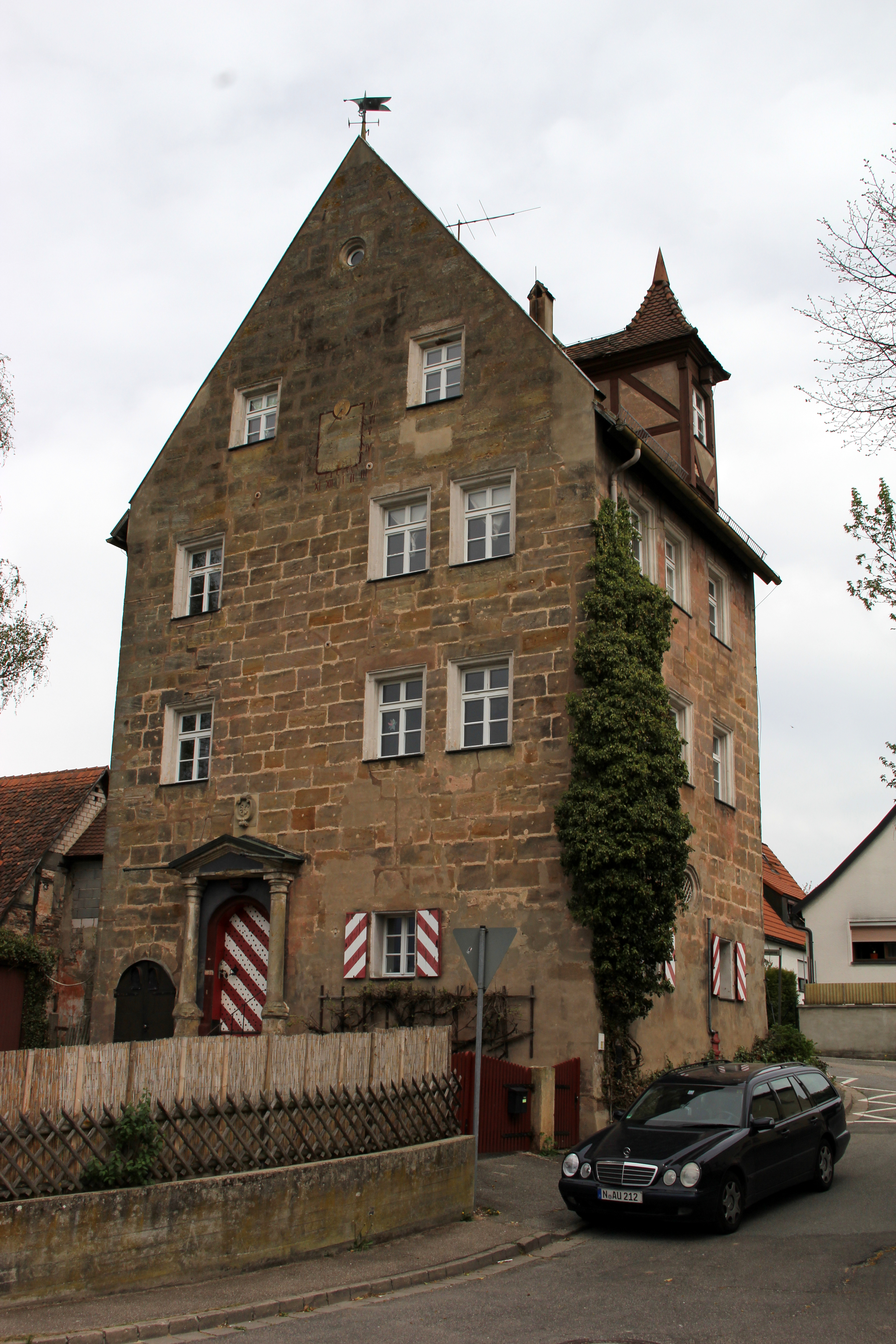
Herrensitz Renzenhof
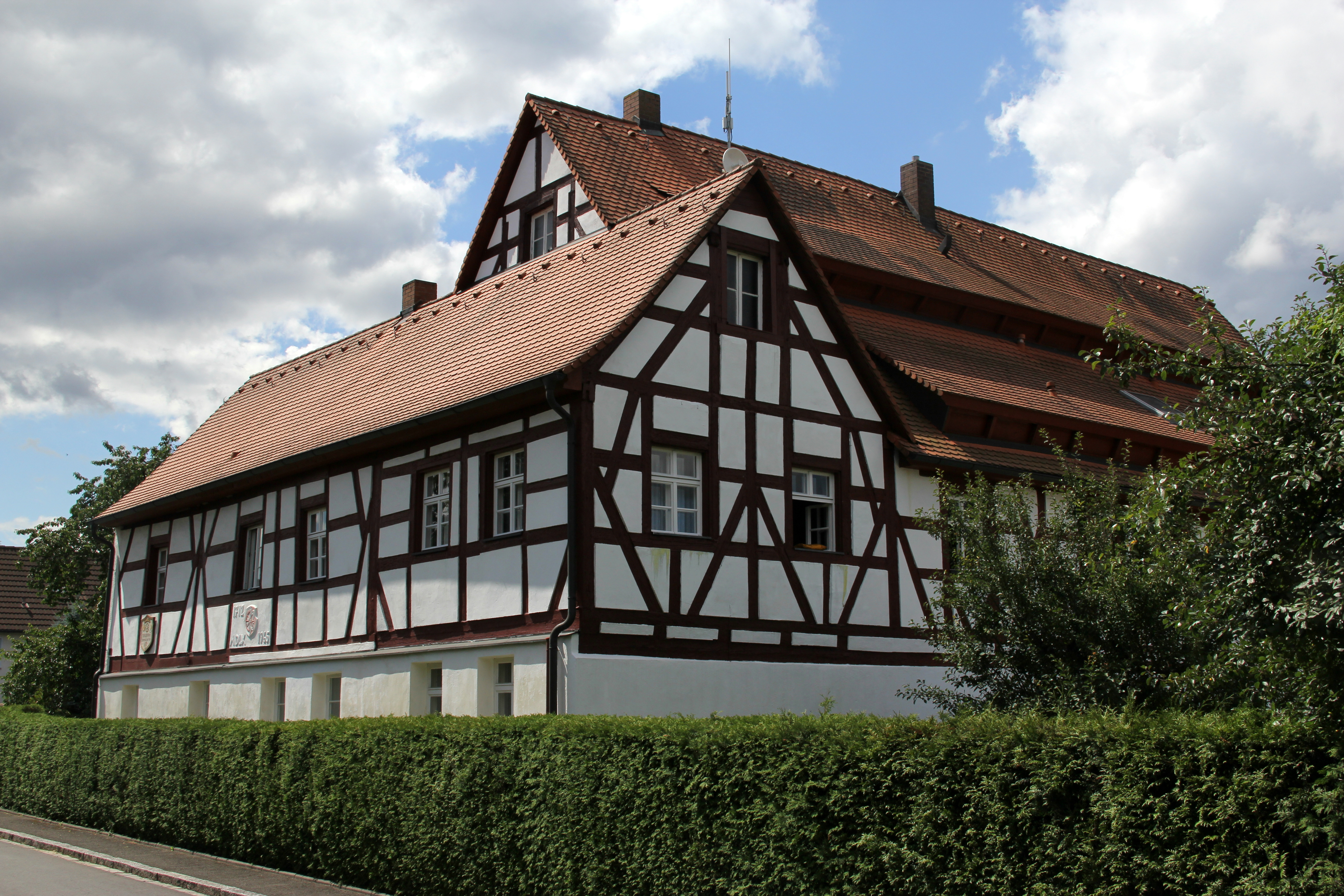
Herrensitz Himmelgarten
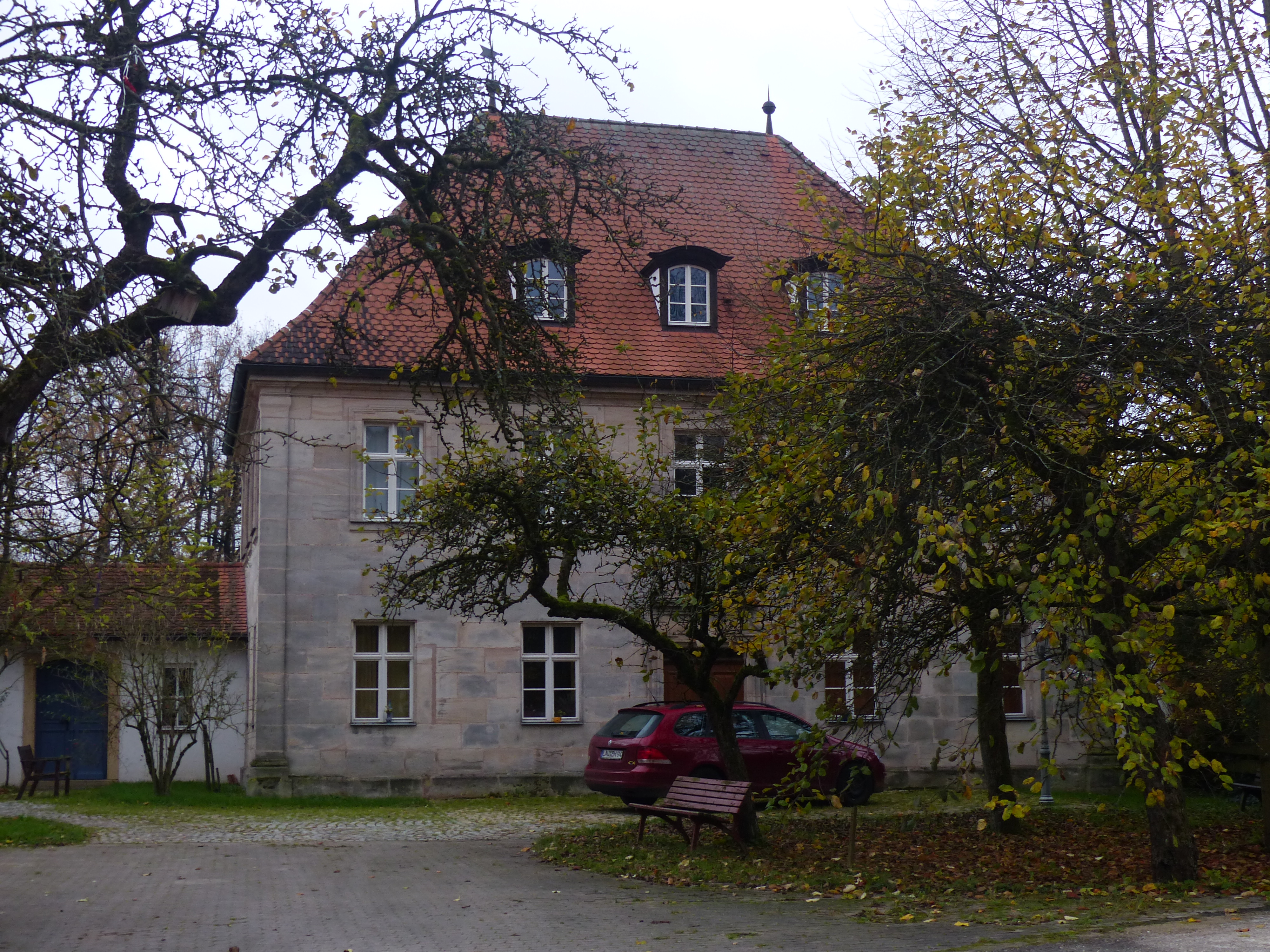
Herrensitz Scheerau
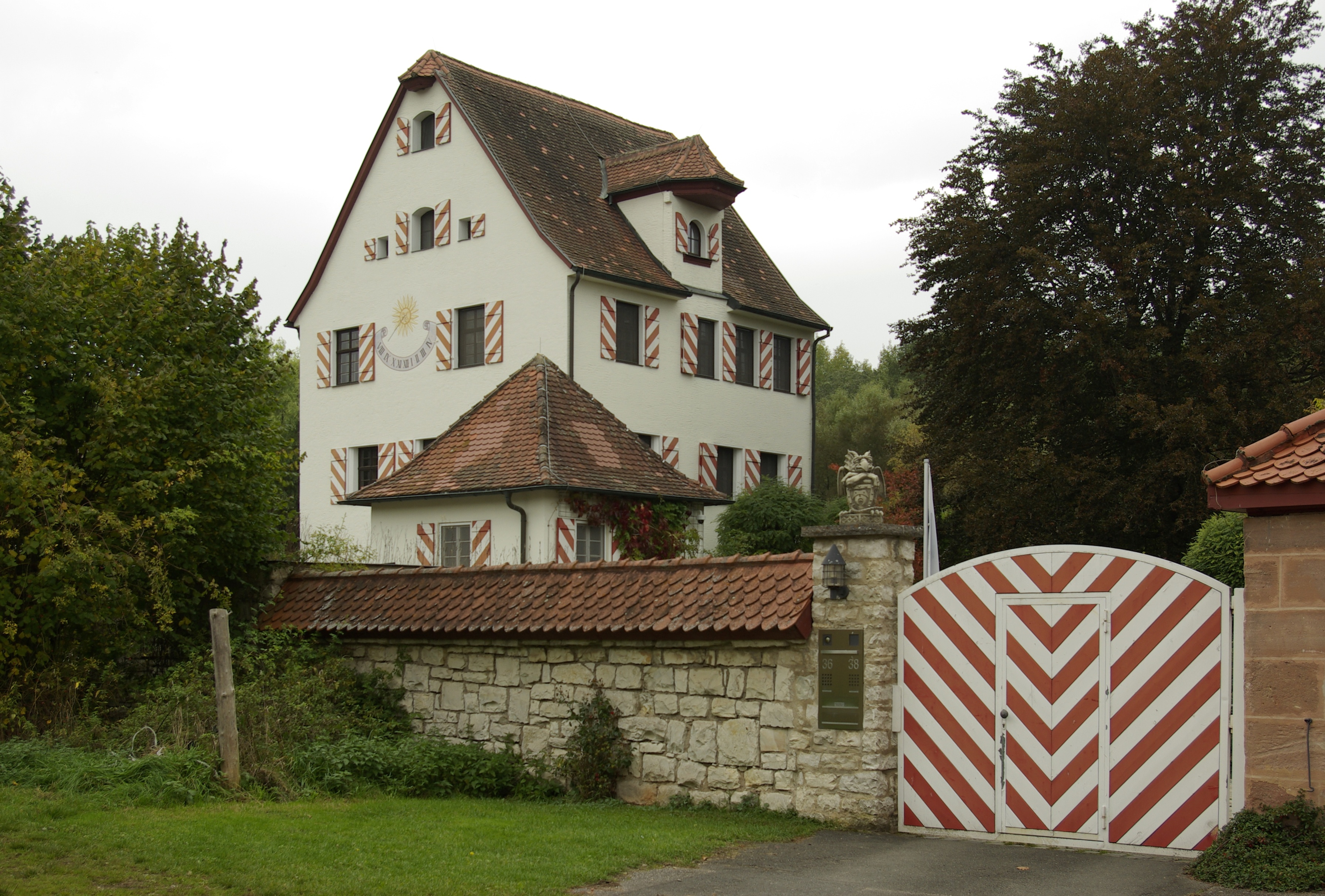
Herrensitz Wolkersdorf

## Familienmitglieder
- Siegmund II. Fürer von Haimendorf (1436–1501) – Sohn Siegmunds I. (* um 1405) und Vater Sigmunds III. und Christophs I., 1491 Beteiligung am Buchner’schen Saigerhandelsunternehmen[5]
- Sigmund III. Fürer von Haimendorf (1470–1547) – Montanunternehmer, Rat des Kaisers Maximilian I., 1500 Genannter des Größeren Rats, 1518 Alter Genannter. 1522 Pfleger des Almosenamts, 1536 Pfleger des Klosters Engelthal, maßgebliche Betreiber der Stiftung des Sebaldusgrabes und Förderer des Klosters Gnadenberg
- Christoph I. Fürer von Haimendorf (1479–1537) – Großkaufmann, Nürnberger Ratsherr, Gründer des Saigerhandelskartells (1534)
- Christoph III. Fürer von Haimendorf (1541–1610) – 1603 Vorderster Losunger, Reichsschultheiß, oberster Kriegshauptmann, Kriegsrat des Fränkischen Kreises, verfasste einen Bericht seiner Pilgerreise ins heilige Land
- Christoph IV. Fürer von Haimendorf  (1578–1653) – 1627 Oberster Hauptmann, 1633 Losunger, 1637 Vorderster Losunger des Nürnberger Rates[6]
- Susanna Fürer von Haimendorf (1616–1646) – Ehefrau des Barockdichters Georg Philipp Harsdörffer (Heirat am 9. Juni 1634)
- Christoph VI. Fürer von Haimendorf (1634–1690) – Septemvir, dritter oberster Hauptmann, Kaiserlicher wirklicher Rat, hochfürstlich Pfalz-Sulzbachischer geheimer Rat, Kriegsrat des Fränkischen Kreises, Wappenbesserung durch Kaiser Leopold I. am 9. März 1688
- Christoph VII. Fürer von Haimendorf auf Wolkersdorf (1663–1732) – Dichter, Präses des Pegnesischen Blumenordens, ab 1725 Vorderster Losunger (Verwalter der städtischen Steuern[7]) und Reichsschultheiß von Nürnberg und Kastellan der Reichsveste
- Christoph von Fürer-Haimendorf (1909–1995) – österreichischer Ethnologe, gilt als Doyen der Ethnologie der Himalaya-Völker

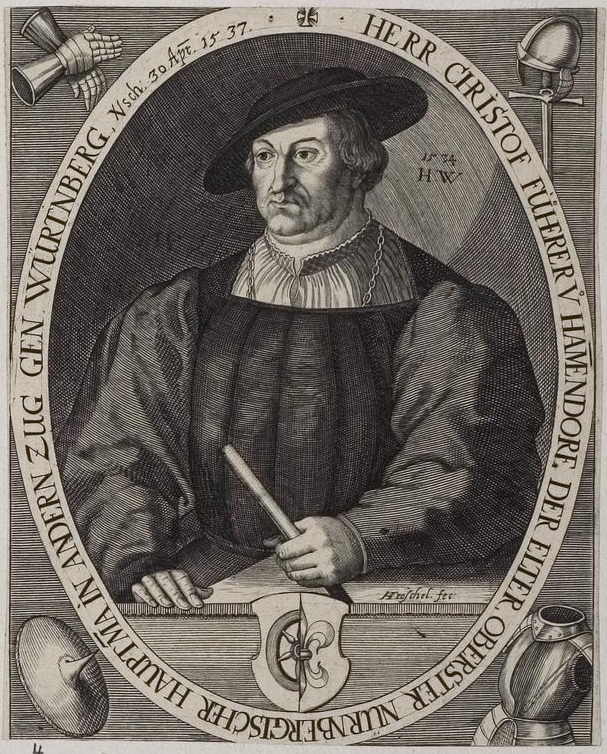
Christoph Fürer von Haimendorf (1479–1537), Großkaufmann
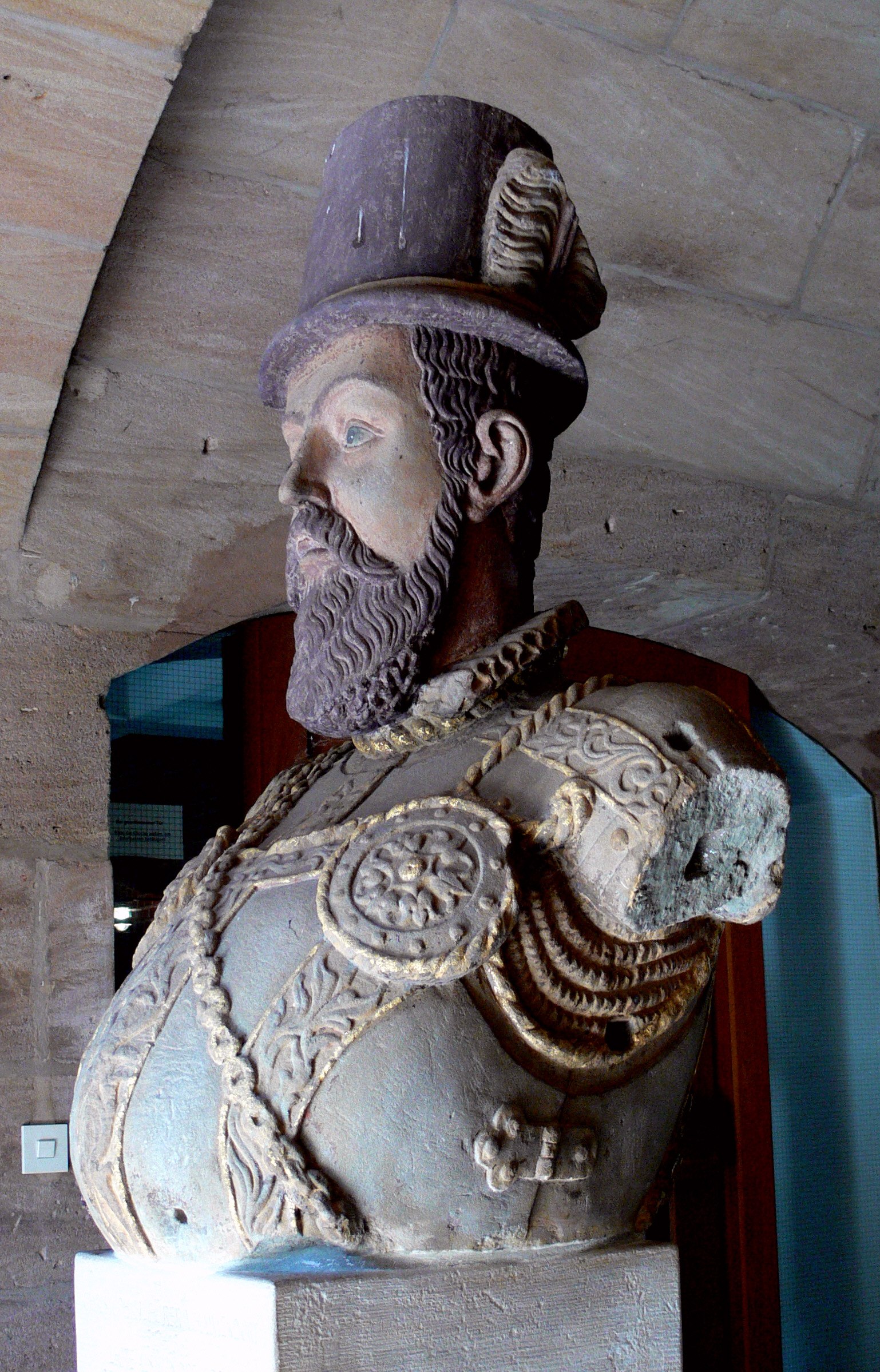
Christoph II. Fürer von Haimendorf (1517–1561), Landpfleger
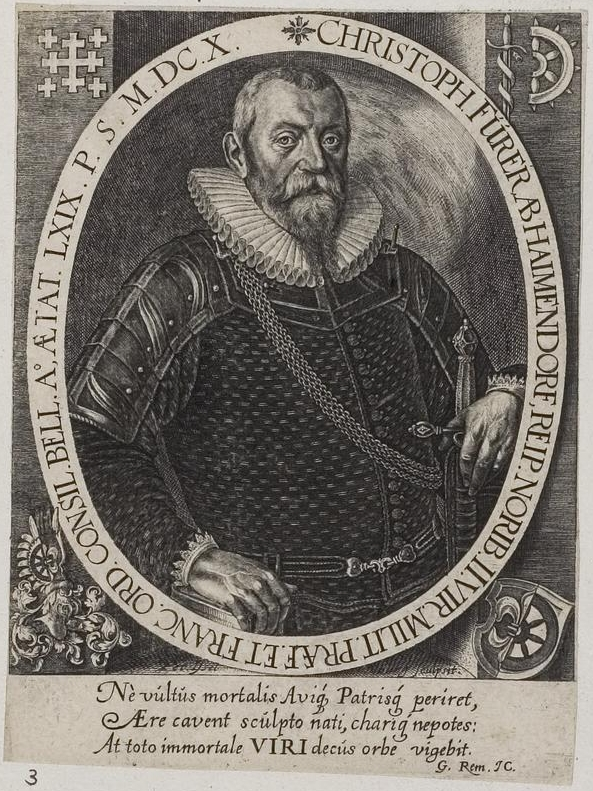
Christoph III. Fürer von Haimendorf (1541–1610), Ratsherr
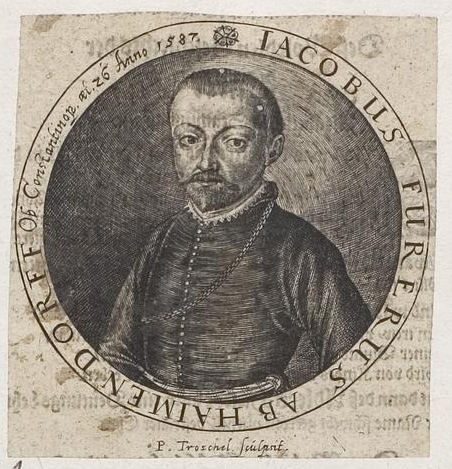
Jacob Fürer von Haimendorf (1560–1587), Reisender
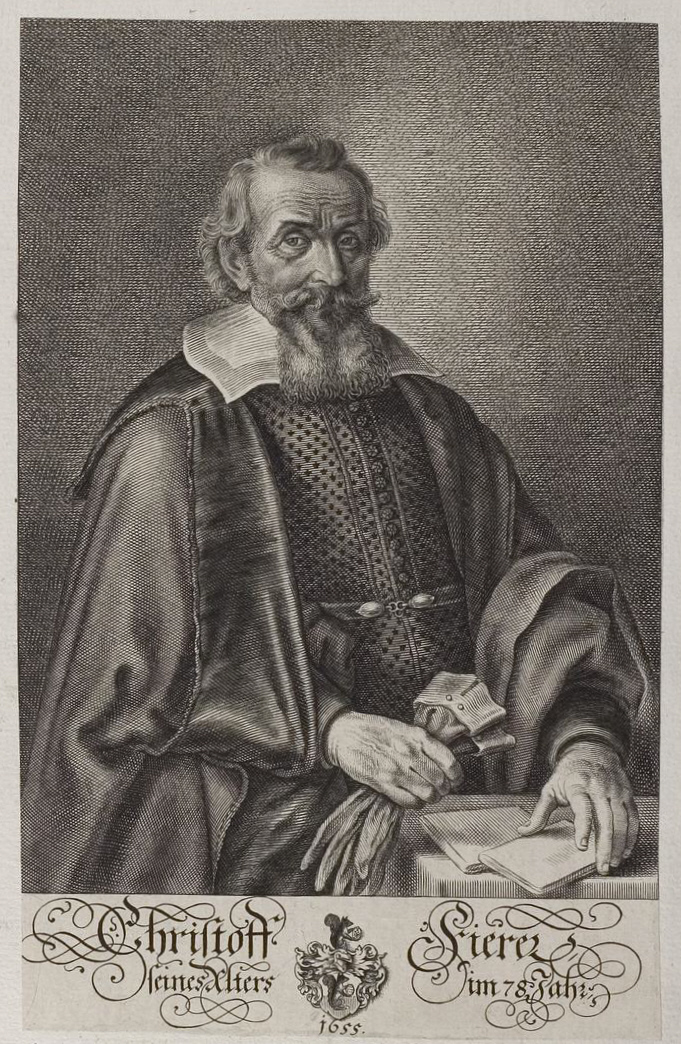
Christoph IV. Fürer von Haimendorf (1578–1656), Reichsschultheiß, Ratsherr
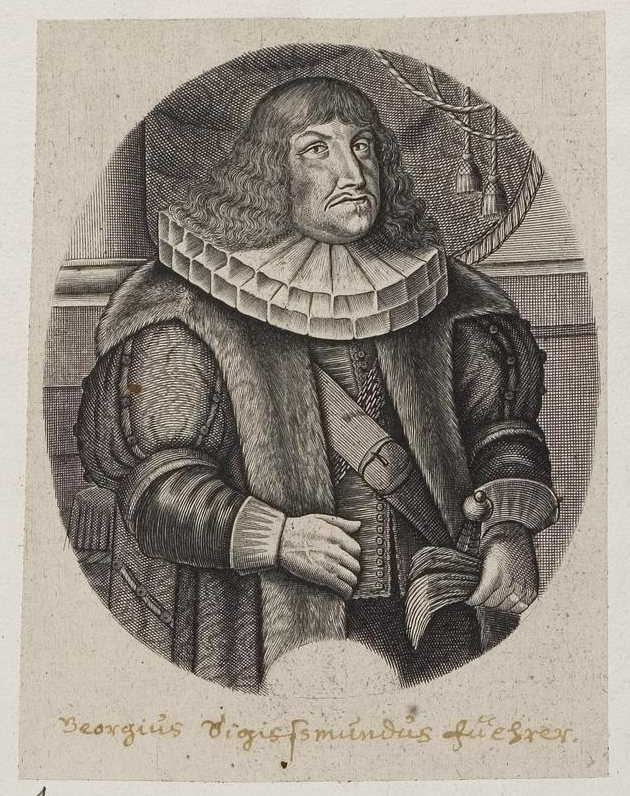
Georg Sigismund d. Ä. Fürer von Haimendorf (1612–1677), Geheimrat, Stadthauptmann
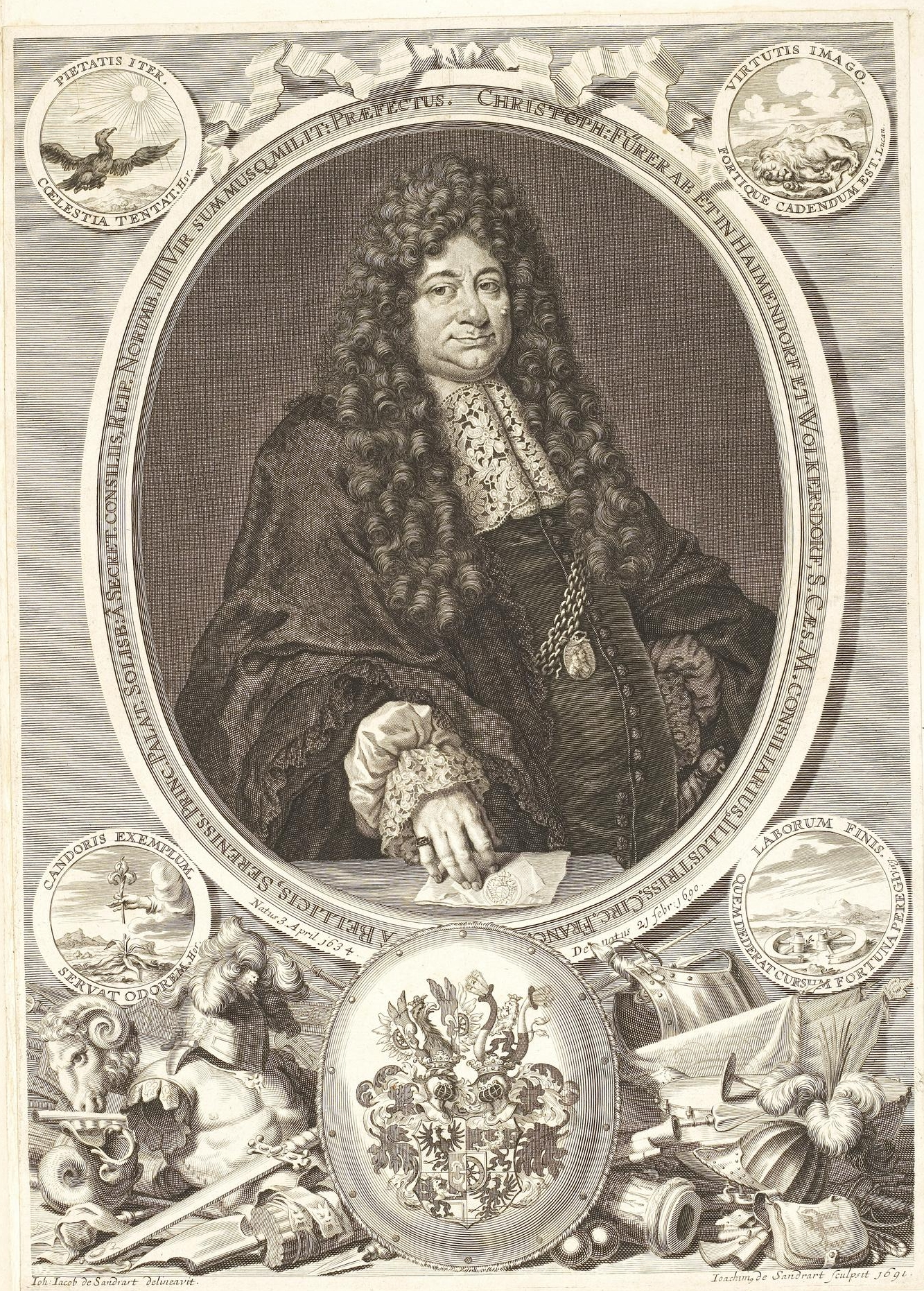
Christoph VI. Fürer von Haimendorf (1634–1590), Ratsherr
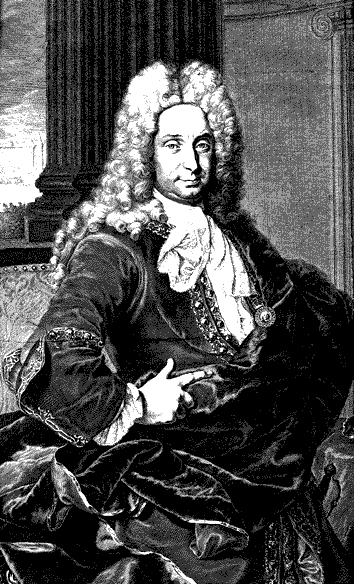
Christoph VII. Fürer von Haimendorf (1663–1732), Vorderster Losunger, Dichter
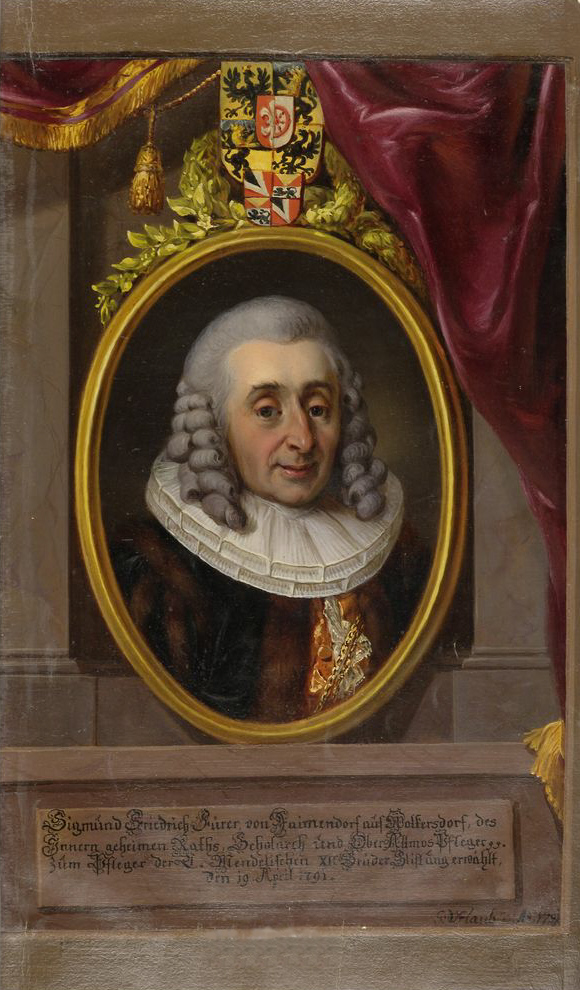
Sigmund Friedrich Fürer von Haimendorf, ab 1791 letzter Pfleger der Mendelschen Zwölfbrüderstiftung

## Wappen
Stammwappen: Halbrundschild, gespalten von Rot und Silber, in verwechselten Tinkturen vorne eine halbe Lilie, hinten ein halbes Rad.
Die ältere Linie führt ein geviertes Wappen mit dem Stammwappen als Herzschild, 1 und 4 in Gold ein gekrönter schwarzer Adler, 2 und 3 unter Wolkenschildeshaupt von Schwarz und Gold geteilt, mit einem gegen die Teilungslinie gekehrten gekrönten Löwen in verwechselten Farben. Zwei gekrönte Helme, auf dem ersten ein gekrönter wachsender schwarzer Adler, zwischen offenem Flug rechts von Rot und Silber, links von Silber und Rot gespalten, und je mit den Bildern des Stammschilds in wechselnden Farben belegt; auf dem zweiten der Löwe zwischen zwei von Schwarz und Gold verwechselt geteilten und in den Spitzen je mit drei Pfauenfedern besteckten Hörnern. Decken rot-silbern und schwarz-golden.
Die jüngere Linie führt den Stammschild mit dem ersten Helm, jedoch mit unbekröntem Adler.

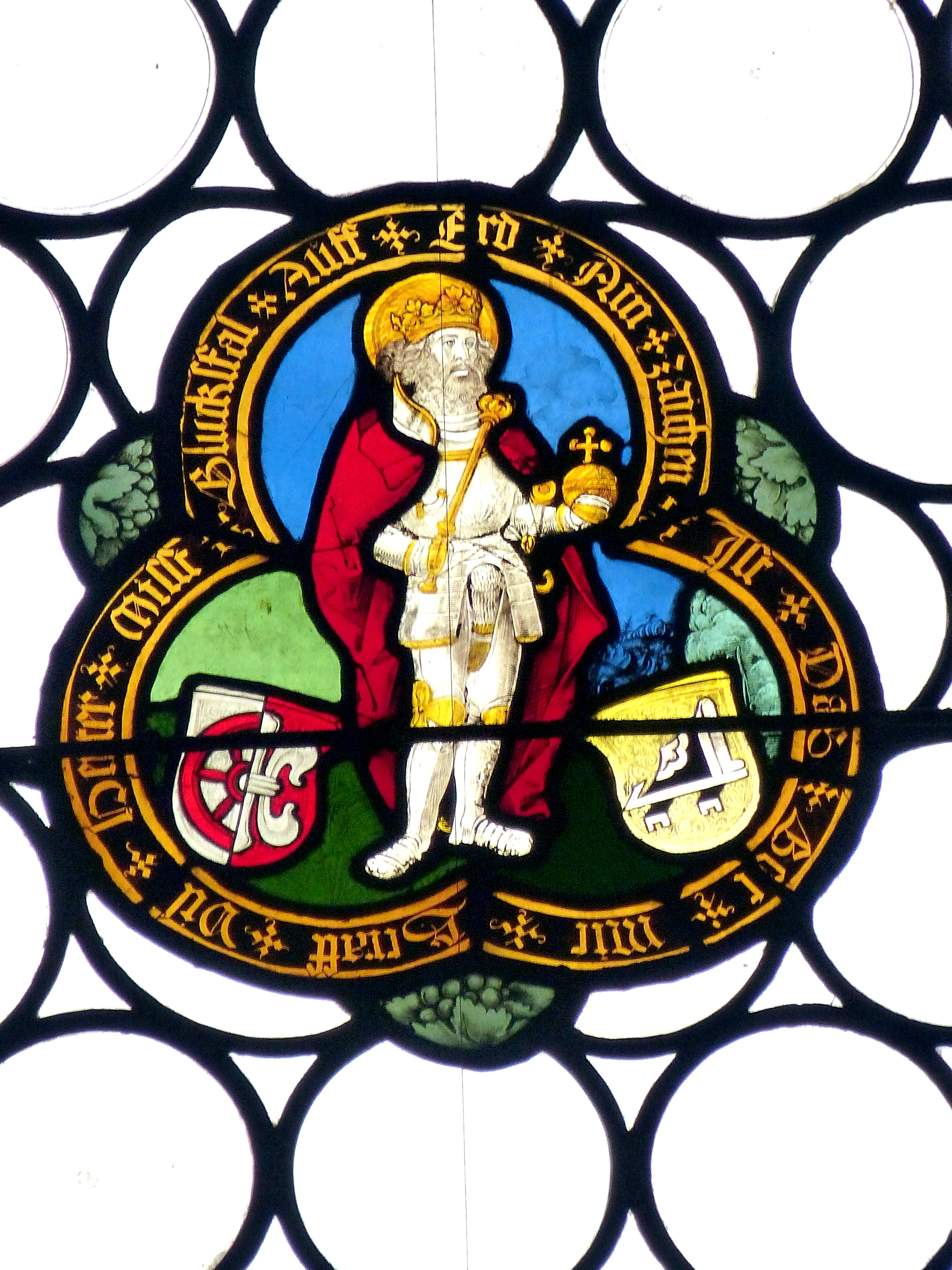
Wappenscheibe Lorenzkirche, 1514 (Fürer/Holzschuher)
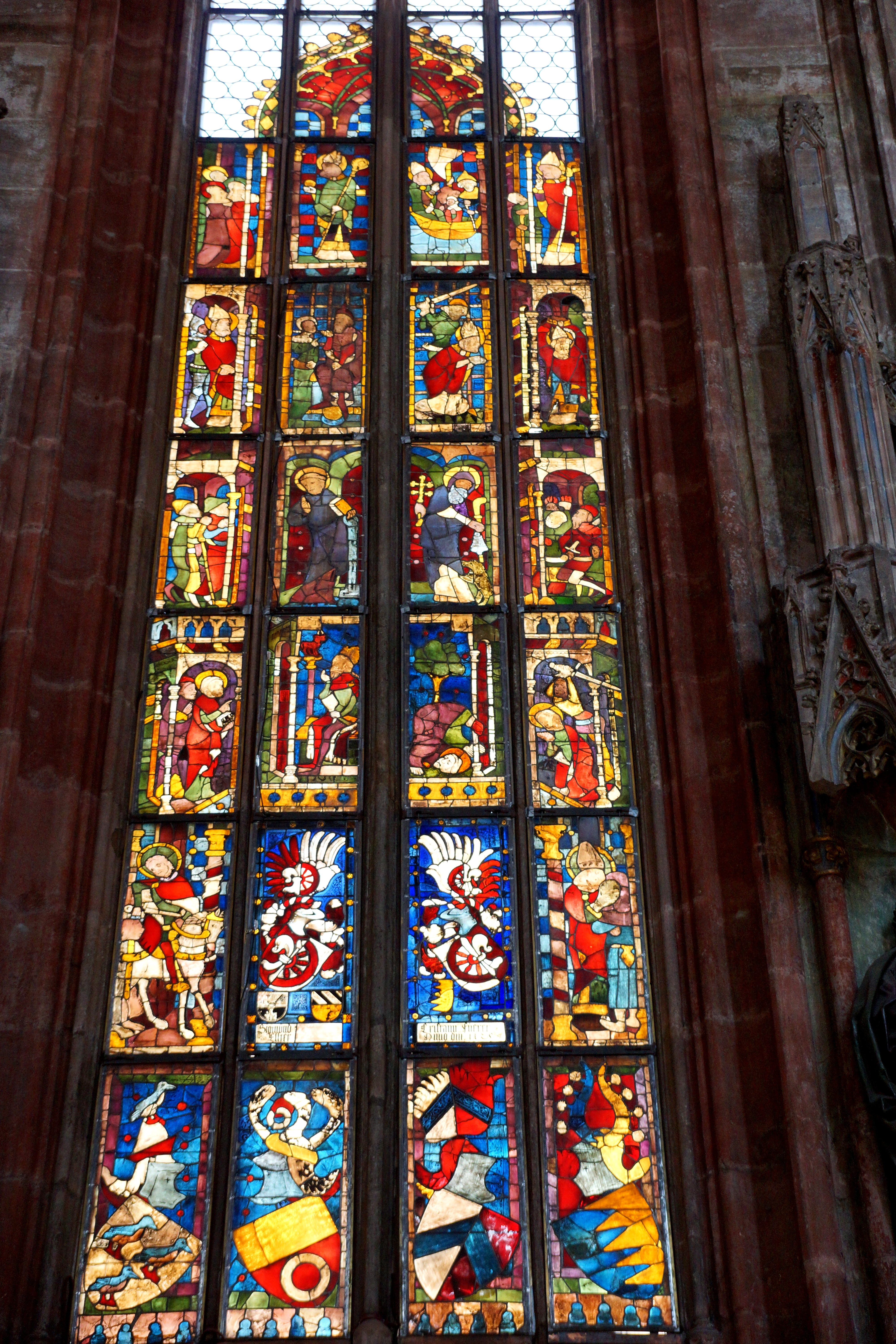
Fürer-Fenster in der Sebaldskirche
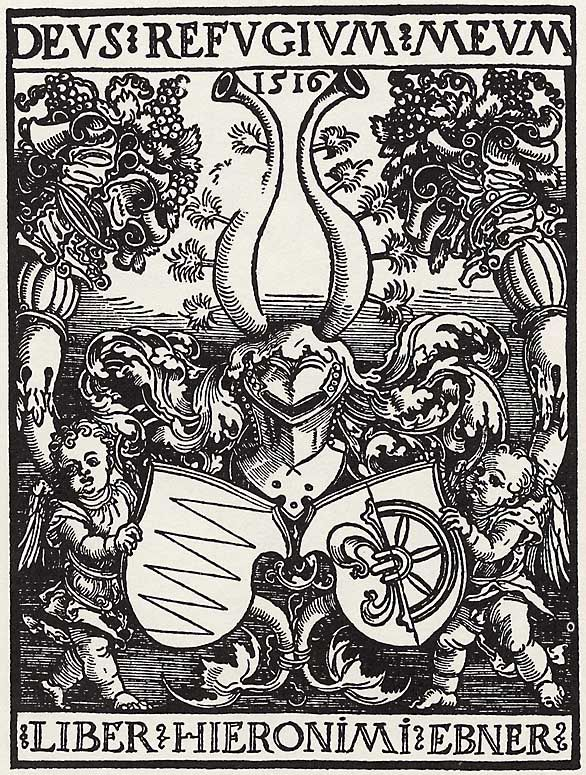
Exlibris des Hieronymus Ebner (1516) mit dem ehelichen Allianzwappen Ebner/Fürer, Holzschnitt von Albrecht Dürer, 1516
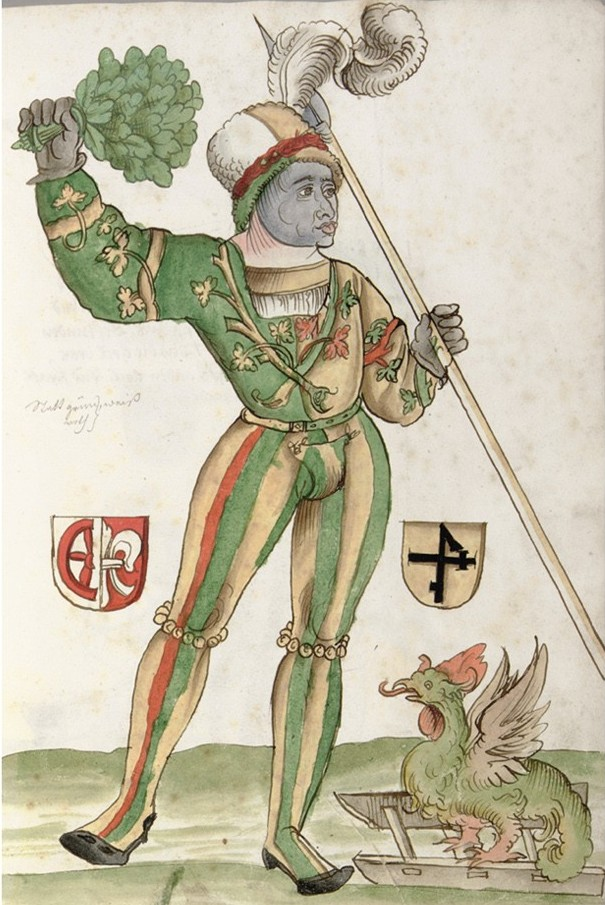
Schembartläufer mit Fürer-Wappen, 1540
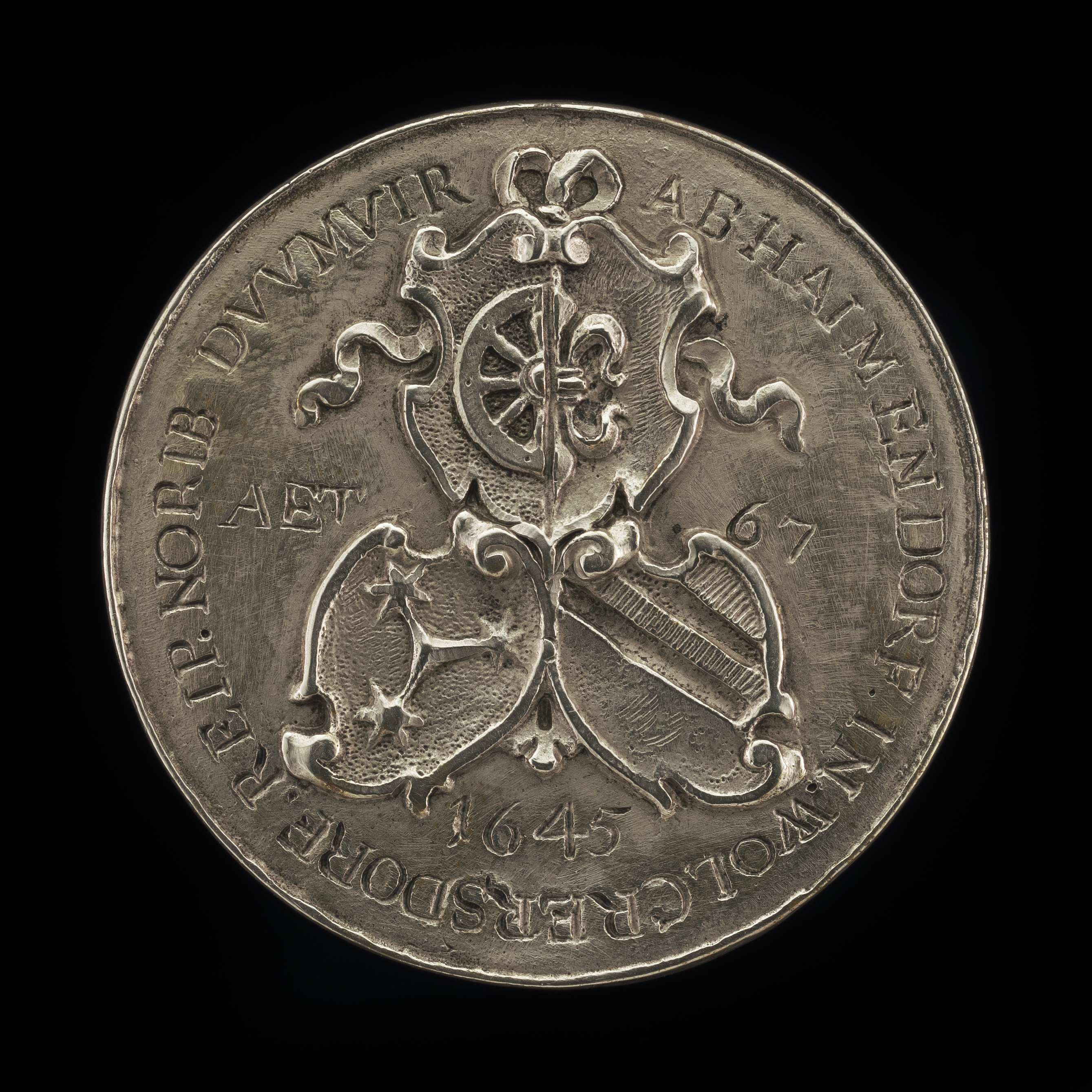
Wappen des Christoph Fürer von Haimendorf (1578–1656) und seiner beiden Frauen (Geuder und Pömer), 1645
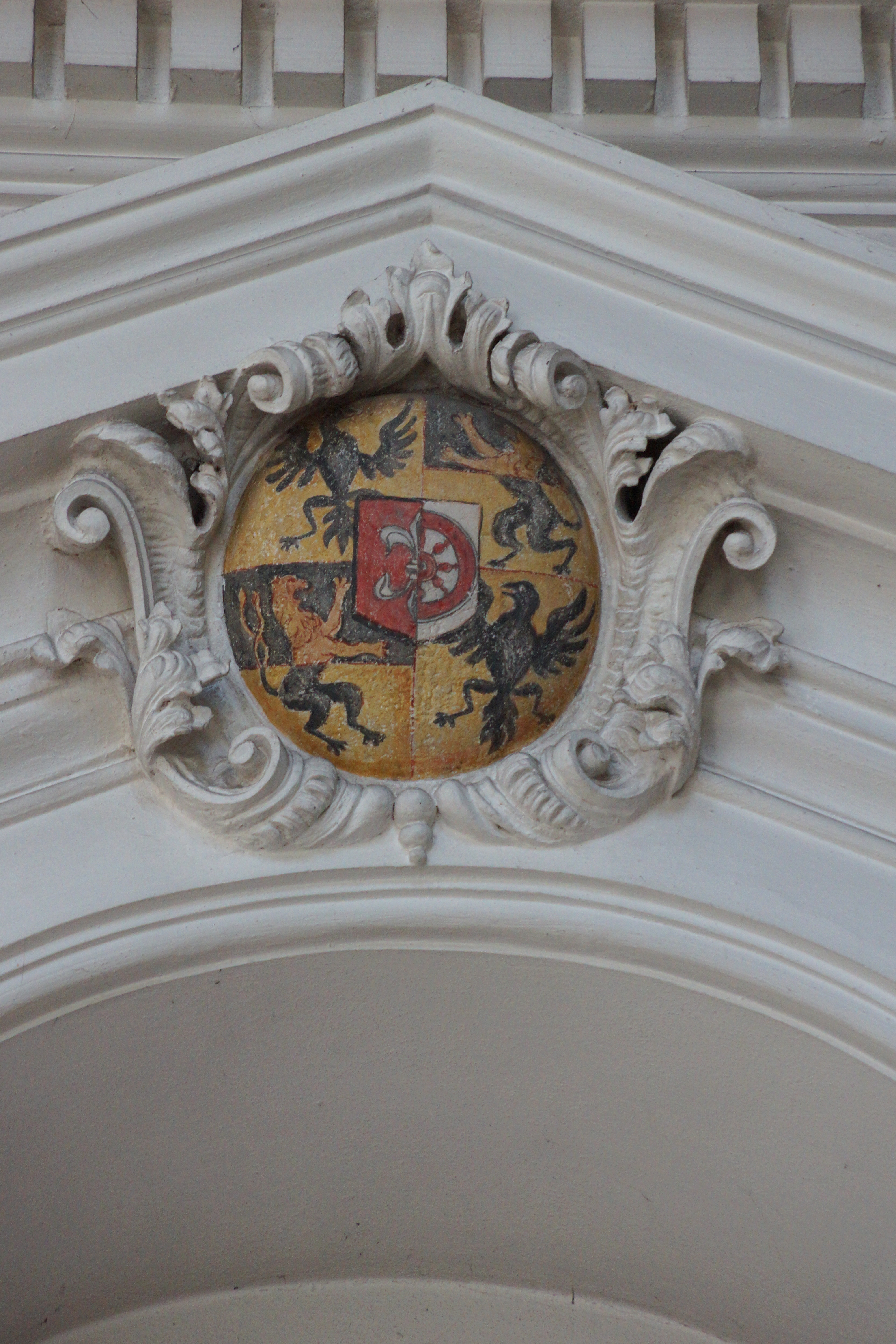
Wappen in St. Egidien, 18. Jh.